# Bakteriostatika
Bakteriostatika er antibiotika der forhindrer bakteriers reproduktion, i modsætning til baktericider, der slår dem ihjel.
Til de bakteriostatiske stoffer hører bl.a.:
- Tetracycliner
  - Doxycyclin
  - Oxytetracyclin
- Sulfonamider (sulfapræparater)
  - Sulfamethizol
  - Sulfamethoxazol
- Makrolider
  - Erythromycin
  - Roxithromycin
  - Clarithromycin
  - Azithromycin
- Chloramphenicol
- Klorhexidin

| Farmakologi | Spire Denne artikel om farmakologi er en spire som bør udbygges. Du er velkommen til at hjælpe Wikipedia ved at udvide den. |